# Anadia bogotensis
La lagartija anadia de Bogotá (Anadia bogotensis) es una especie de lagarto de la familia Gymnophthalmidae, endémica de la Cordillera Oriental de Colombia.

## Descripción
Presenta dimorfismo sexual. La longitud rostro-cloaca de los machos alcanza hasta 6,7 cm, la de las hembras hasta 6,1 cm. Los machos presentan cabezas más anchas que las hembras. El cuerpo es de color marrón oliváceo a gris oscuro casi negro  a veces con retículo marrón muy oscuro y algunas visos de líneas oscuras paravertebrales desde la cabeza hasta la cola; algunos presentan cinco bandas longitudinales oscuras que delimitan dos bandas dorsolaterales color crema. En el vientre, la coloración de las escamas varía de gris o negro con bordes posteriores blanquecinos, a gris iridiscente, a veces con tonalidades verdes azules.
Se distingue porque las escamas rostral, fronto-nasal, frontal, e interparietal únicas, mientras que las escamas prefrontales, nasales, fronto-parietales y parietales son pares; siete a ocho  escamas supralabiales, cinco a ocho infralabiales, dos a cinco superciliares, dos a cuatro supraoculares y cinco a seis postparietales. Las escamas dorsales del cuerpo son subhexagonales, lisas, imbricadas y de borde posterior redondeado. Las escamas en el vientre son lisas, cuadrangulares, imbricadas y de borde posterior redondeado. Se presentan entre 35 a 44 hileras de escamas dorsales y 26 a 31 hileras de escamas ventrales.

## Distribución geográfica
Habita en el bosque alto andino y páramos de la Cordillera Oriental de los Andes, en los departamentos colombianos de Cundinamarca, Boyacá y Santander, entre los 2.000 y los 4.100 m s. n. m.

## Comportamiento y reproducción
Es una especie diurna. Generalmente permanece bajo las hojas, en la hojarasca o entre las rocas, pero de vez en cuando se expone al sol. Presenta actividad reproductiva todo el año. El macho se distingue por posee una cabeza más ancha que las hembras y curre una relación jerárquica dominada por uno de los machos, que por medio de señales hormonales impide el desarrollo sexual de otros machos, estableciendo así  un sistema poligínico en que un macho se reproduce con varias hembras. Las hembras ponen sus huevos debajo de las rocas; utilizan varias veces los mismos lugares de anidación y pueden formar nidos comunales, por lo que un nido puede tener hasta quinientos huevos con embriones en diferentes estados de desarrollo. El periodo de incubación dura de 6 a 7 meses.